# Theater k
Das münchner theaterkollektiv, kurz theater k, war ein linksgerichtetes Theater der freien Szene in München. Es bestand von 1970 bis 1990. 

## Geschichte
Das theater k gründete sich 1970 um den in Mönchengladbach geborenen Theatermacher Wolfgang Anraths aus dem Straßentheater Agit-Gruppe. 1973 wurde die Zielsetzung des theater k wie folgt formuliert: „1. Aufbau eines in der Perspektive kontinuierlich arbeitenden Agitationstheaters, 2. konzentrierte Betriebs- und Stadtteilarbeit, 3. Stärkung der marxistischen Organisationen der Arbeiterklasse SDAJ und DKP“. Ab 1976 hatte man eine feste Spielstätte in einem Kellertheater, das in der Kurfürstenstraße 8 in der Maxvorstadt Nähe Schwabing entstand.
Das jugendorientierte Unternehmen wurde mit seinen zahlreichen, teilweise aufsehenerregenden Produktionen (darunter auch Uraufführungen Franz-Xaver Kroetz’) zu einer festen Größe der freien Kulturszene. Dabei beschränkte man sich der Süddeutschen Zeitung zufolge nicht nur auf die eigene Bühne als Aufführungsort: „‚theater k‘ in der Kurfürstenstraße schwärmte mit seinen Action-Stücken über Arbeitslosigkeit (‚Prügelknaben – arbeitslos‘, ‚Vier Fäuste für ein Kernproblem‘), berufliche Bildung oder den Tod eines Siemens-Lehrlings direkt an jene Spielorte aus, die für junge Leute Alltag sind: Kneipen, Discos, bis hin zum Jugendgefängnis. Schlägereien im Zeitlupentempo und Western-Parodien sind stets der besondere ‚Ankommer‘ der theater-k-Dramaturgie gewesen.“
Für das Magazin des Kreisjugendrings München-Stadt konkretisierte die Schauspielerin Renate Groß: „Durch diese Publikumsnähe und den aktionsbetonten Stil der Schauspieler schuf das theater k Theatererlebnisse für junge Leute, die nicht zum Publikum etablierter Stadtbühnen gehörten und gab ihnen gleichzeitig Möglichkeiten zur aktiven Auseinandersetzung mit ihren Problemen.“
Anfang 1990 wurde das theater k von seinem langjährigen Leiter Wolfgang Anraths, der im selben Jahr starb, geschlossen. Die Zeitschrift Theater heute schrieb ein Jahr später: „Jetzt residiert hier das Unterton, das den kabarettistischen Nachwuchs pflegen will. Viel war davon noch nicht zu hören.“